# تقارب المتغيرات العشوائية
في نظرية الاحتمالات، توجد عدة مفاهيم مختلفة لتقارب المتغيرات العشوائية. يعد تقارب تسلسل المتغيرات العشوائية لبعض المتغيرات العشوائية الحد مفهومًا مهمًا في نظرية الاحتمالات وتطبيقاته على الإحصاء والعمليات العشوائية. تُعرف نفس المفاهيم في الرياضيات الأكثر عمومية باسم التقارب العشوائي وتضفي الطابع الرسمي على فكرة أنه يمكن توقع تسلسل الأحداث العشوائية أو غير المتوقعة في بعض الأحيان في سلوك لا يتغير بشكل أساسي عند دراسة العناصر البعيدة بدرجة كافية في التسلسل. تتعلق المفاهيم المختلفة الممكنة للتقارب بكيفية وصف مثل هذا السلوك: سلوكان مفهمان بسهولة هما أن التسلسل يأخذ في نهاية المطاف قيمة ثابتة، وأن القيم في التسلسل تستمر في التغيير ولكن يمكن وصفها بتوزيع الاحتمالات غير المتغير.